# Calle Bolshaya Pokróvskaya
Bolshaya Pokróvskaya Calle (en ruso: Большая Покровская улица, en español, Calle de Protección Grande: Corto-nombre - Pokróvka) es la calle principal de Nizhni Nóvgorod. Una de las calles más antiguas. Hasta 1917 se consideró una calle para los nobles. Formada como la calle principal de la ciudad a finales del siglo XVIII. Se considera un análogo del Arbat en Moscú o 6-7 líneas de la isla Vasílievski en San Petersburgo.

## Historia

### Imperio ruso
La calle comenzó a formarse en la Edad Media. Entonces su dirección fue puesta en el camino a Moscú. Después de la visita de la emperatriz Catalina II, se desarrolló un nuevo plan regular de la ciudad, que prevé un sistema trimestral. En 1823 - 1824 años se construyó el campanario de la iglesia de la Protección de la Virgen (del ruso: Церковь Покрова Пресвятой Богородицы). Desde entonces, la calle se ha conocido como el Bolshaya Pokróvskaya. La mayoría de las veces la calle se llamaba «Pokróvka».
Al final de la XVIII - principios del siglo XIX en la calle comenzaron a construir edificios de piedra. Desde entonces se ha convertido en la calle principal de la ciudad y se ha conocido como la "familia noble", debido a la ubicación en ella de la finca de los generales, las familias principescas, el gobernador, el vicegobernador y otros altos funcionarios. En 1896 Nicolás Teatro fue construido, cuya apertura se hizo coincidir con el inicio de la Exposición de toda Rusia. El 18 de julio de 1896, fue visitado por el Emperador Nicolás II. A principios del siglo XX edificios calles fuertemente compactada y las casas comenzaron a formar una línea continua en ambos lados de la calle. En 1913, el principal banco estatal fue construido en la calle. Su apertura se programó para el Tricentenario Romanov.

### Periodo soviético
Después de la revolución, la calle fue renombrada y comenzó a llevar el nombre del revolucionario Yákov Sverdlov y fue popularmente llamado «Sverdlóvka». Aproximadamente en 1935, la Iglesia de la Intercesión fue demolida. Hasta la década de 1980, la calle era un camino y en los años 80 se hizo peatonal.

### Rusia actual
Después de la disolución de la Unión Soviética, la calle pasó a llamarse de nuevo a Bolshaya Pokróvskaya. En 2004 el siglo XXI la calle fue completamente reconstruida. Estaba pavimentada con adoquines, y las esculturas de bronce estaban instaladas a ambos lados. Las más populares son la escultura «La Cabra Divertida», frente al Teatro Dramático, y la escultura del policía, en la Plaza de Minin y Pozharski.

Historical images
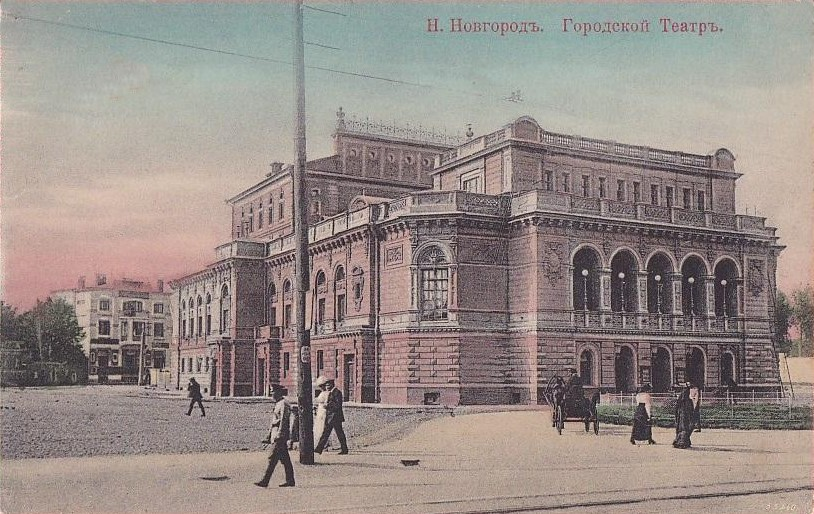
El teatro Dramático. 1880, foto por Andrey Karelin e Ivan Shishkin
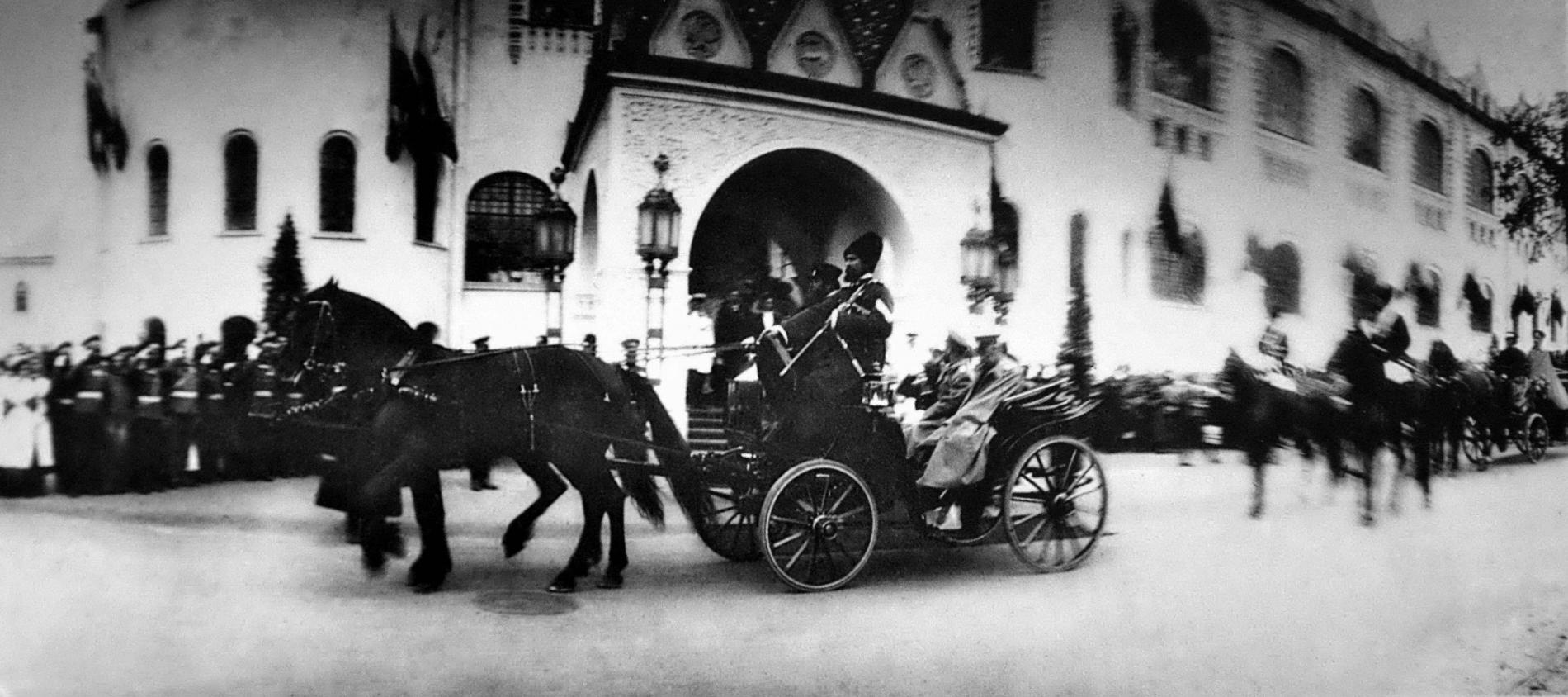
Comprueba Nicholas II de Banco Estatal, 1896, foto por Maxim Dmitriev
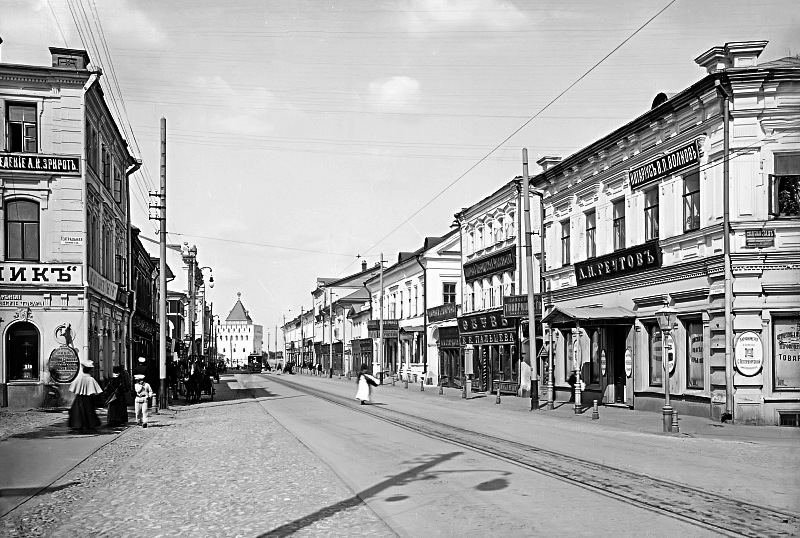
Bolshaya Pokrovskaya, 1907, foto por Maxim Dmitriev
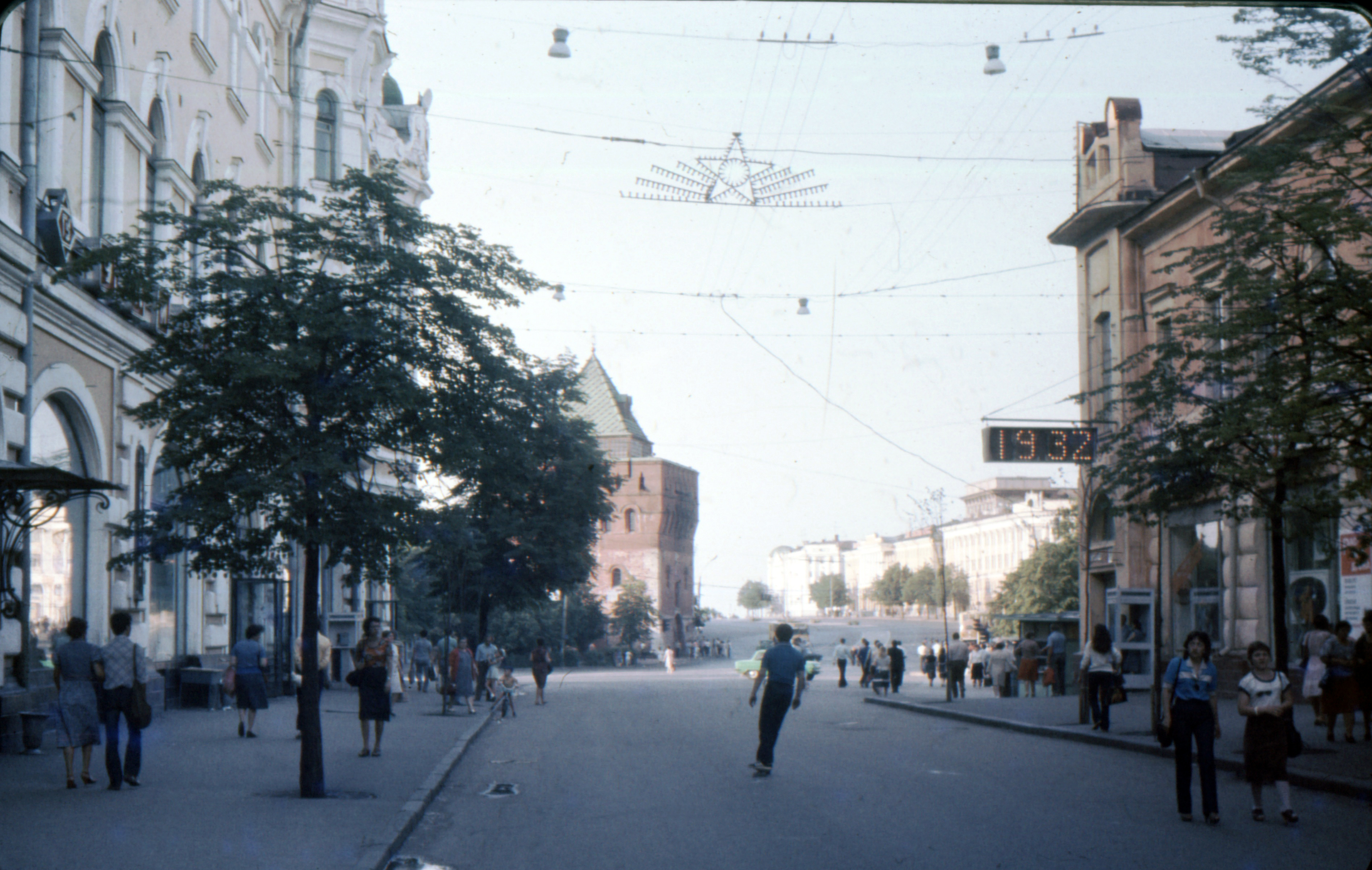
Unión soviética. Sverdlov Calle, 1985

## Atracciones

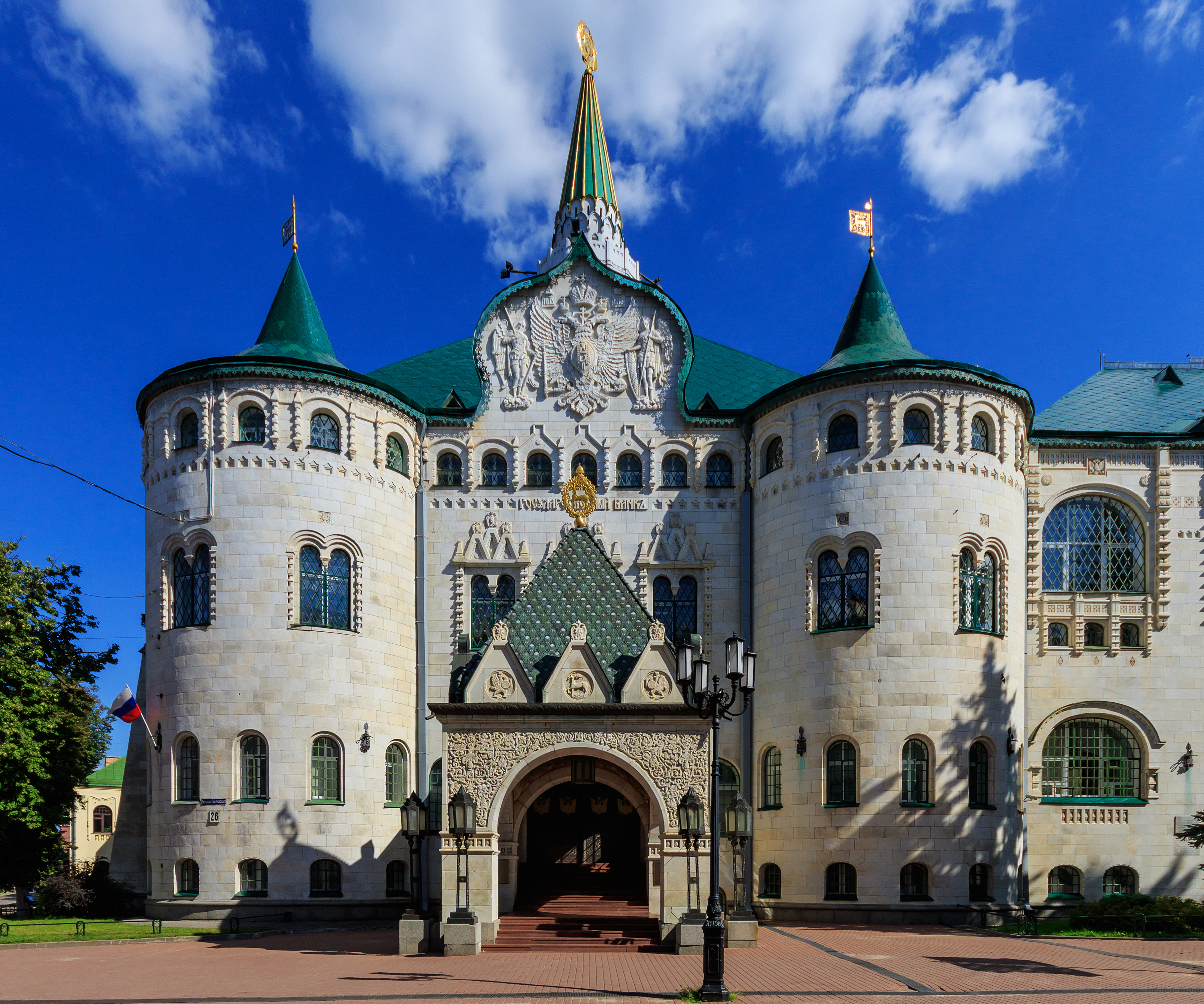
El Banco Estatal

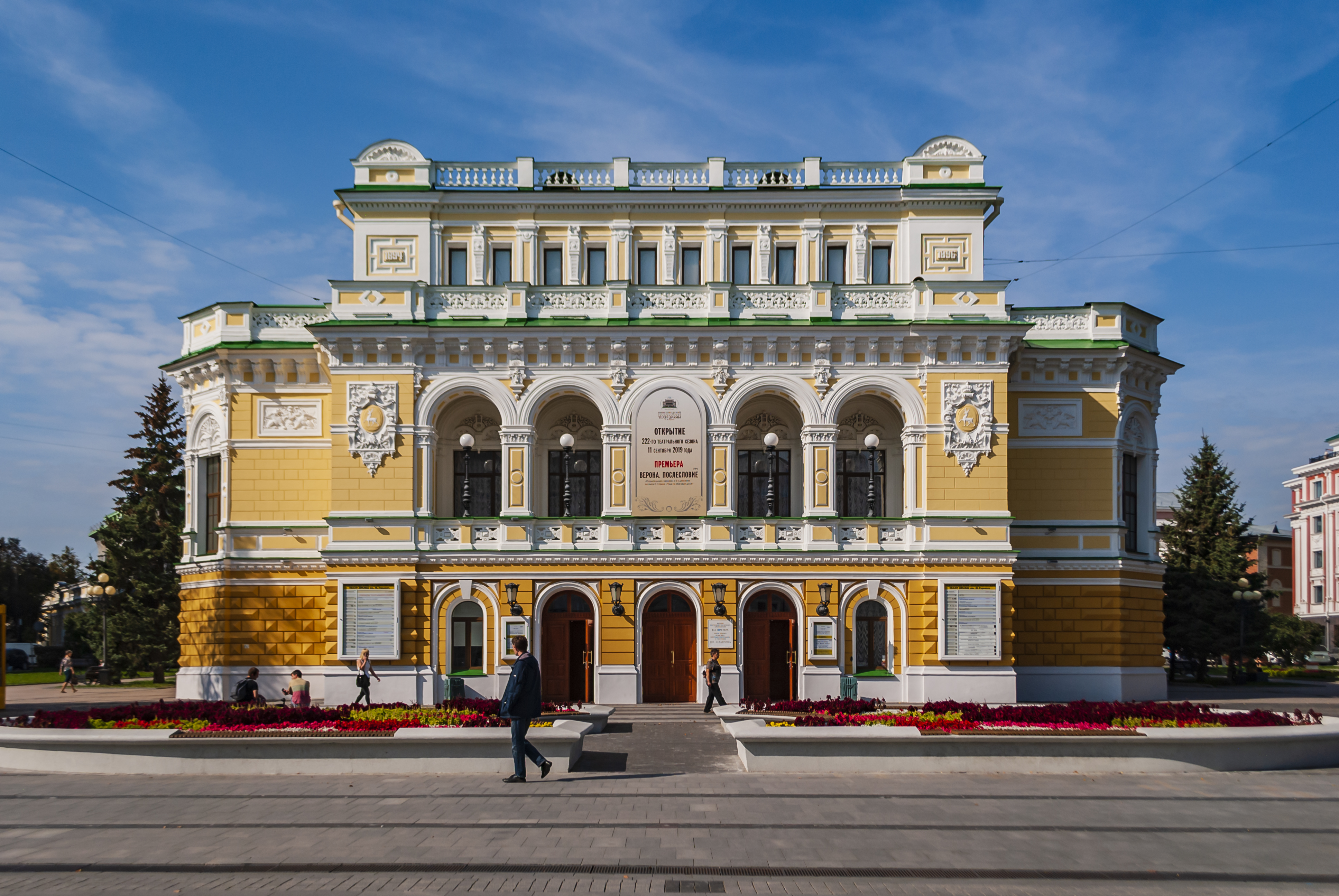
Teatro dramático

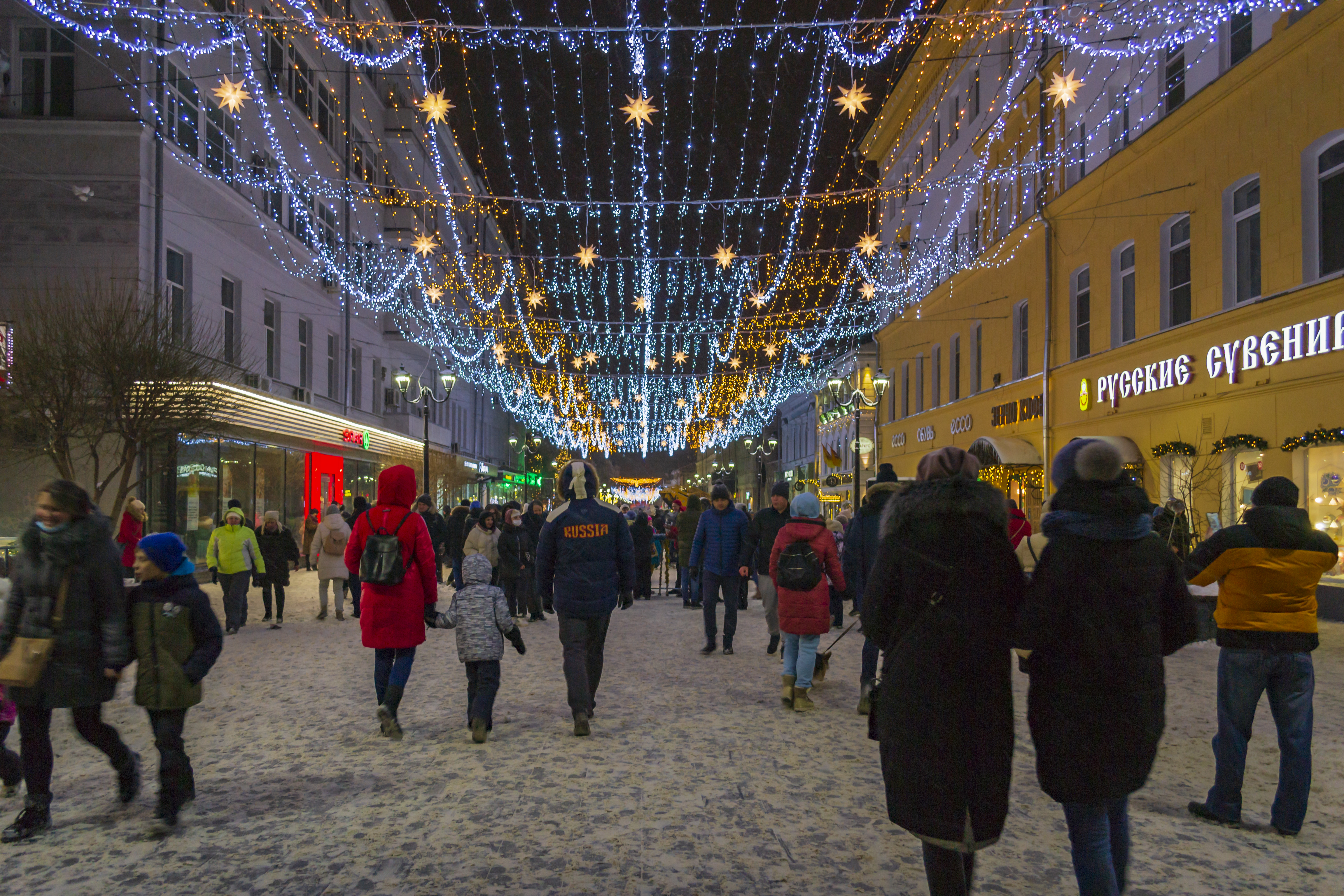
Calle para Navidad

- Teatro educativo en la escuela de teatro llamado Evgeni Evstigneev;
- Palacio de mano de obra;
- Antiguo edificio de las Cámaras de Comercio de la Alta Posad;
- Museo de la fotografía de fotógrafo ruso Andrei Karelin;
- El Teatro Dramático;
- Edificio de la asamblea de la nobleza;
- El Banco estatal;
- Casa solariega de Rukavishnikov;
- La construcción de facultades filológicas, financieras y la facultad de ciencias sociales de la Universidad Estatal de Nizhni Nóvgorod;
- El teatro de marionetas Nizhni Nóvgorod;
- "Oficios de arte" - una tienda del museo;
- Casa de la Comunicación.

## Interesante

### Músicos de la calle
Todos los días un montón de músicos de la calle jugar aquí. Algunos días los músicos dan conciertos de calle especialmente a gran escala con el uso de equipo profesional, reuniéndose alrededor de un gran número de personas. Tales eventos son a menudo acordados por adelantado con la administración de la ciudad.
La actitud de la policía hacia los músicos callejeros es leal. A diferencia del Arbat de Moscú, los músicos aquí no son expulsados de la calle y no son multados. Si no violan el orden público.

### Artistas de la calle
Cerca de la facultad filológica de la Universidad de Lobachevski (UNN) hay varios artistas y artesanos. También se organizó una feria de muestras improvisada de sus obras. De los artistas se pueden pedir retratos, caricaturas y naturalezas muertas, y de los artesanos se puede pedir una variedad de productos de mimbre, cerámica y más.

### Esculturas
De Plaza de Minin y Pozharski hacia Gorki Plaza:
- Un policía - cerca del edificio del complejo de la exposición;
- Fotógrafo con un perro;
- «La cabra divertida» - delante del Teatro Dramático;
- Evgeni Evstigneev - en un banco cerca del Teatro Dramático;
- Banco de reconciliación - cercano el Teatro Dramático;
- Banco del bloguero - cercano el Teatro Dramático;
- Nikolái Dobroliubov;
- El joven violinista;
- Los cónyuges Ivan Annenkov y Pauline Geuble;
- Criado en la taberna - invitando a entrar, cerca del restaurante en la casa 35;
- Nikolái Bogoliúbov - cercano del edificio de la facultad filológica del UNN;
- Cucharada de sabor - cercano del edificio de la facultad filológica del UNN;
- Señora con un niño en un banco;
- Señora en el espejo - en frente del centro de entretenimiento "Oktyabr";
- Cartero - Antes de la Cámara de Comunicaciones, al final de la zona peatonal.